# Romerof Island
Romerof Island ist eine mit Tussock bewachsene Insel im Archipel Südgeorgiens im Südatlantik. Sie liegt östlich von Brilliant Island und unmittelbar südlich des Romerof Head. Die Insel gehört zu den Brutgebieten des Riesensturmvogels.
Das UK Antarctic Place-Names Committee benannte sie 2009 in Anlehnung an die Benennung der gleichnamigen Landspitze. Deren Namensgeber ist nicht überliefert.